# Aegiale hesperiaris
Aegiale hesperiaris är en fjärilsart som beskrevs av Walker 1855. Aegiale hesperiaris ingår i släktet Aegiale och familjen tjockhuvuden. Inga underarter finns listade i Catalogue of Life.

## Bildgalleri

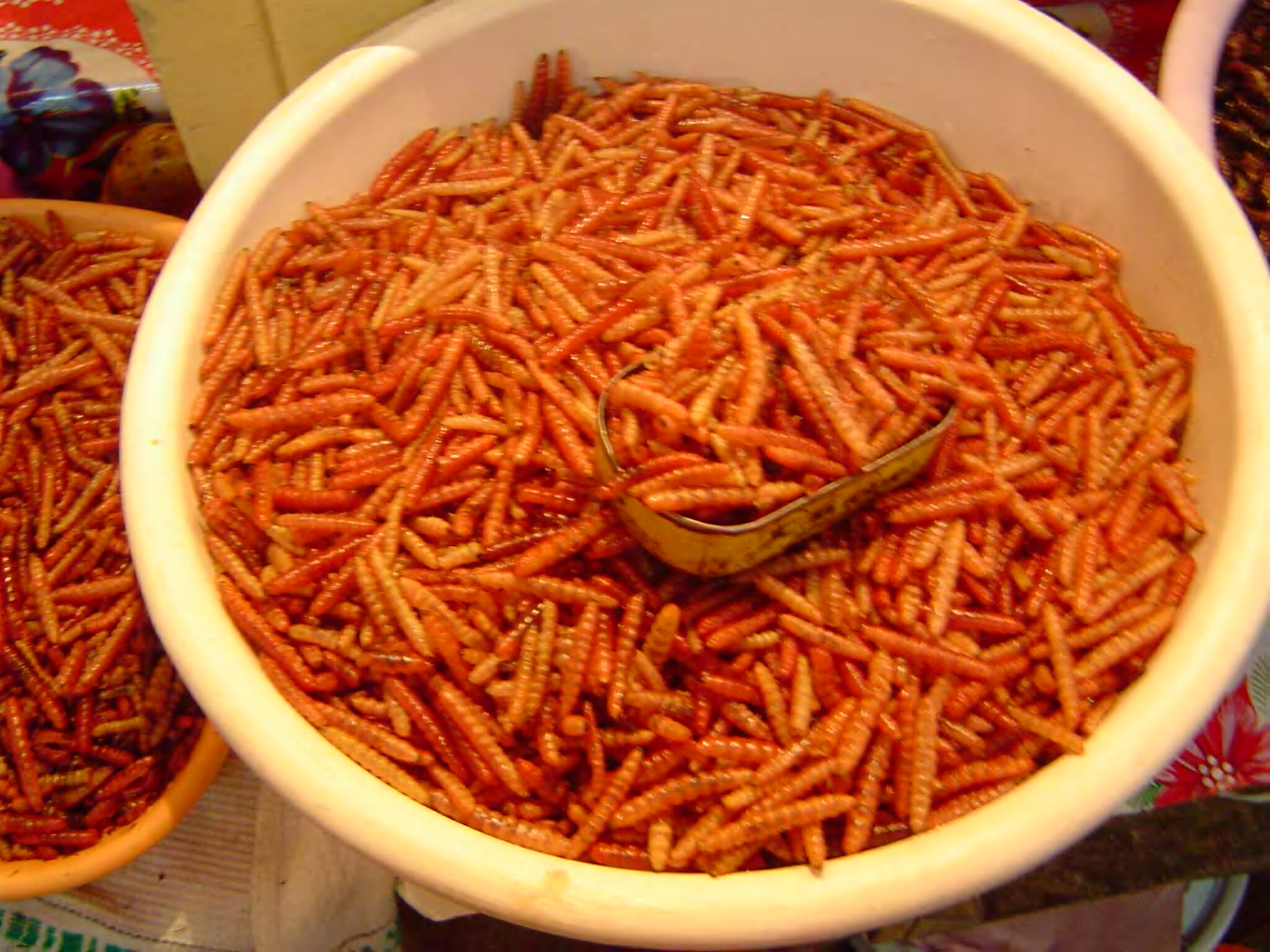